# Chicago Spire
Il Chicago Spire o Fordham Spire è un grattacielo che non venne mai realizzato a Chicago, Illinois, a causa della grande recessione. Il progetto, iniziato nel 2005, è stato definitivamente cancellato nel 2010. L'opera, progettata da Santiago Calatrava, avrebbe avuto un'altezza di 609,6 m per 150 piani e sarebbe diventata l'edificio più alto degli USA, più alto anche di noti edifici come la Sears Tower, l'Empire State Building e la Freedom Tower.

## Storia

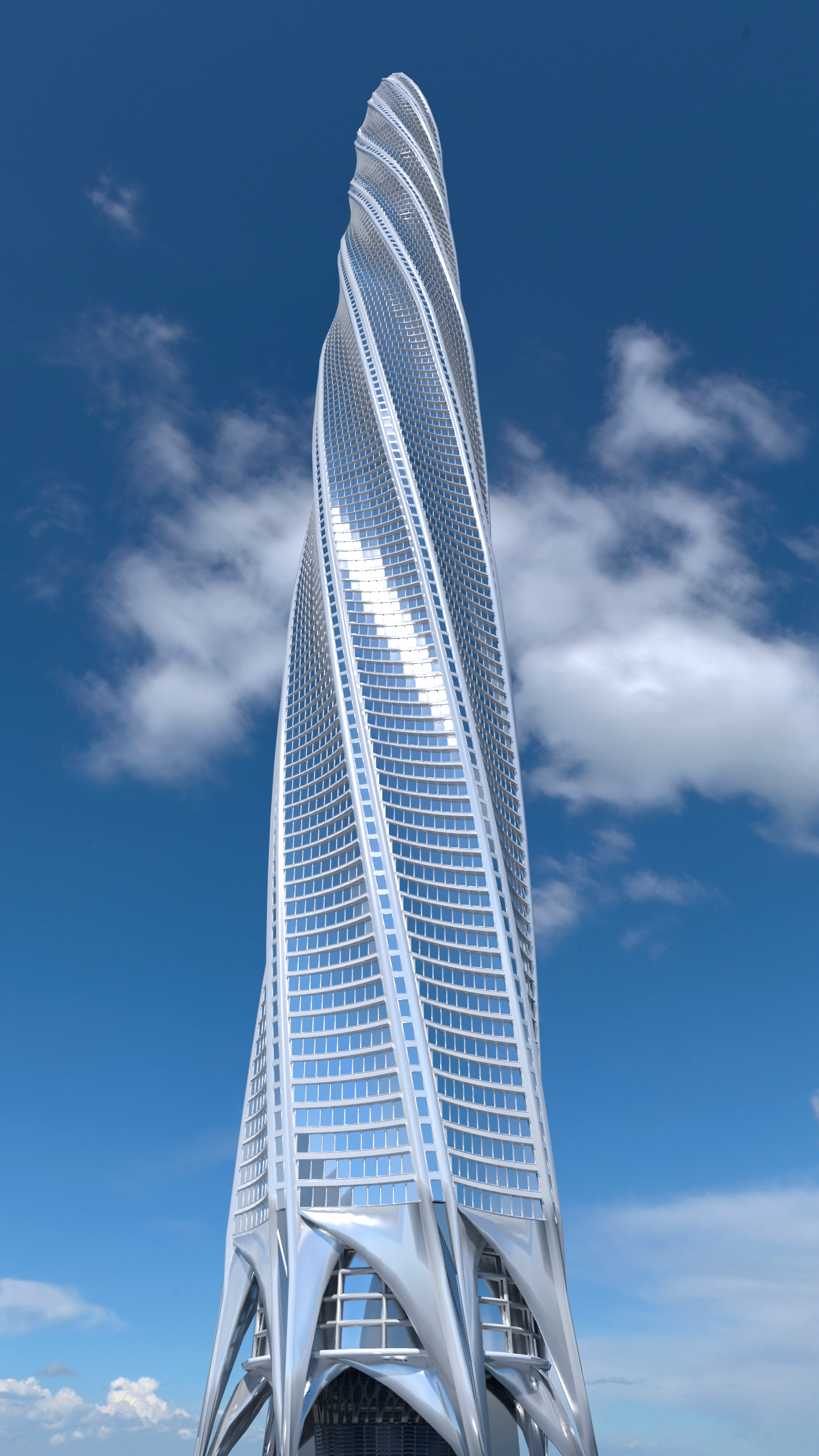
Raffigurazione artistica del grattacielo

Originariamente annunciato per la prima volta in una versione di 105 piani nel luglio del 2005 dalla Fordham Company: nonostante il progetto fosse supportato da molti cittadini e diverse cariche cittadine, la Fordham Company non riuscì però a raccogliere nei mesi successivi i fondi necessari alla sua realizzazione. Il progetto passò quindi in mano a Garrett Kelleher del Shelbourne Development Group, che ne rivedette il design nei mesi successivi.
In seguito alla realizzazione dello scavo delle fondamenta, i lavori furono sospesi per la sopraggiunta grande recessione. Successivamente, la maggiore banca finanziatrice del progetto, l'Anglo Irish Bank, colpita fortemente dalla crisi, per far fronte all'acuirsi dei propri problemi finanziari, pretese la restituzione del credito da parte della società responsabile della costruzione, la Shelbourne Development Group a sua volta in evidenti problemi economici. Nel 2010, in attesa degli sviluppi di un'azione legale intrapresa dalla Anglo Irish Bank, la gestione del progetto è passata sotto il controllo dell'autorità giudiziaria, decretando così l'annullamento definitivo della costruzione; è stato indetto un concorso di idee per riadattare ad altro uso l'enorme buco circolare delle fondamenta del grattacielo.

La Chicago Spire rappresentata in un diagramma